# Musée préfectoral d'histoire d'Ishikawa
Le musée préfectoral d'histoire d'Ishikawa (石川県立歴史博物館, Ishikawa Kenritsu Rekishi Hakubutsukan) est un musée préfectoral situé à Kanazawa au Japon, consacré à l'histoire et à la culture de la préfecture d'Ishikawa. Les trois bâtiments de briques rouges classés biens culturels importants, datent de 1909-14 et servent d'abord d'arsenal local, puis, après la Guerre du Pacifique, hébergent l'université des beaux arts de Kanazawa, avant d'être convertis en musée en 1986,,,.